# Réserve naturelle régionale du massif de Saint-Barthélemy
La réserve naturelle régionale du massif de Saint-Barthélemy (RNR309) est une réserve naturelle régionale située en Occitanie. Classée en 2015, elle occupe une surface de 460 hectares.
Elle est située dans le massif de Saint-Barthélemy.

## Localisation

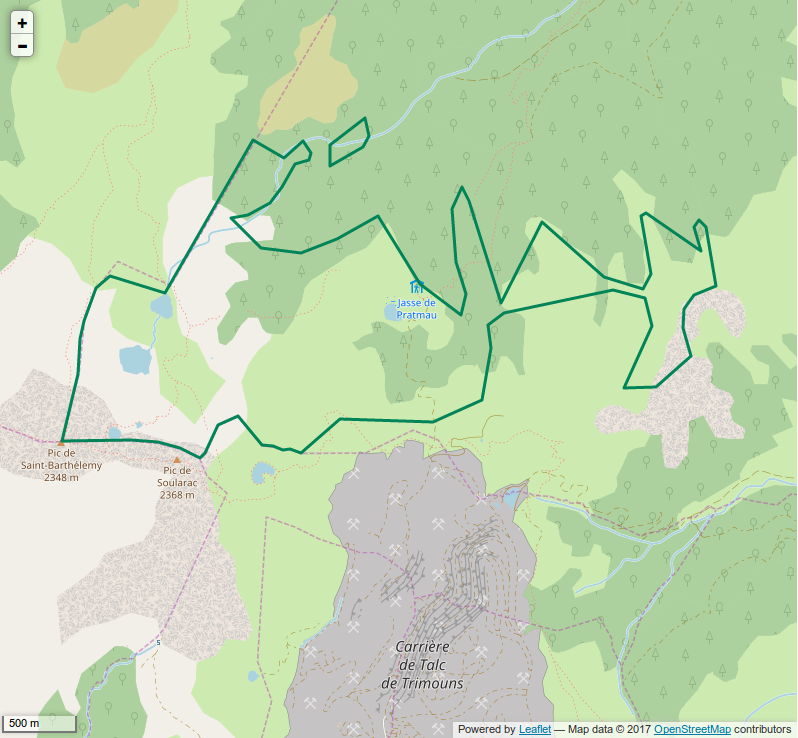
Périmètre de la réserve naturelle.

Le territoire de la réserve naturelle est dans le département de l'Ariège, sur la commune de Montségur.

## Administration, plan de gestion, règlement

### Outils et statut juridique
La réserve naturelle a été créée par une délibération du Conseil régional du 16 novembre 2015.